# Garajau
La reserva natural marina de Garajau (en portugués: Reserva Natural Parcial do Garajau) es desde 1986 un espacio natural protegido situado en la costa sur de la isla portuguesa de Madeira.

## Características
Es un popular destino para la práctica del snorkel y el buceo. La reserva de Garajau está listada en el 'MPA Global', una base de datos marina de las áreas protegidas en todo el mundo que tienen con componente submareal o intermareal.
En la reserva abunda la fauna marina entre la que cabe destacar el mero (Epinephelus marginatus), la morena (Muraena helena) y las anguilas de jardín (Taenioconger longissimus). Madeira cuenta con una segunda reserva marina, Rocha Navio, situada al norte de la isla.

## Galería de imágenes

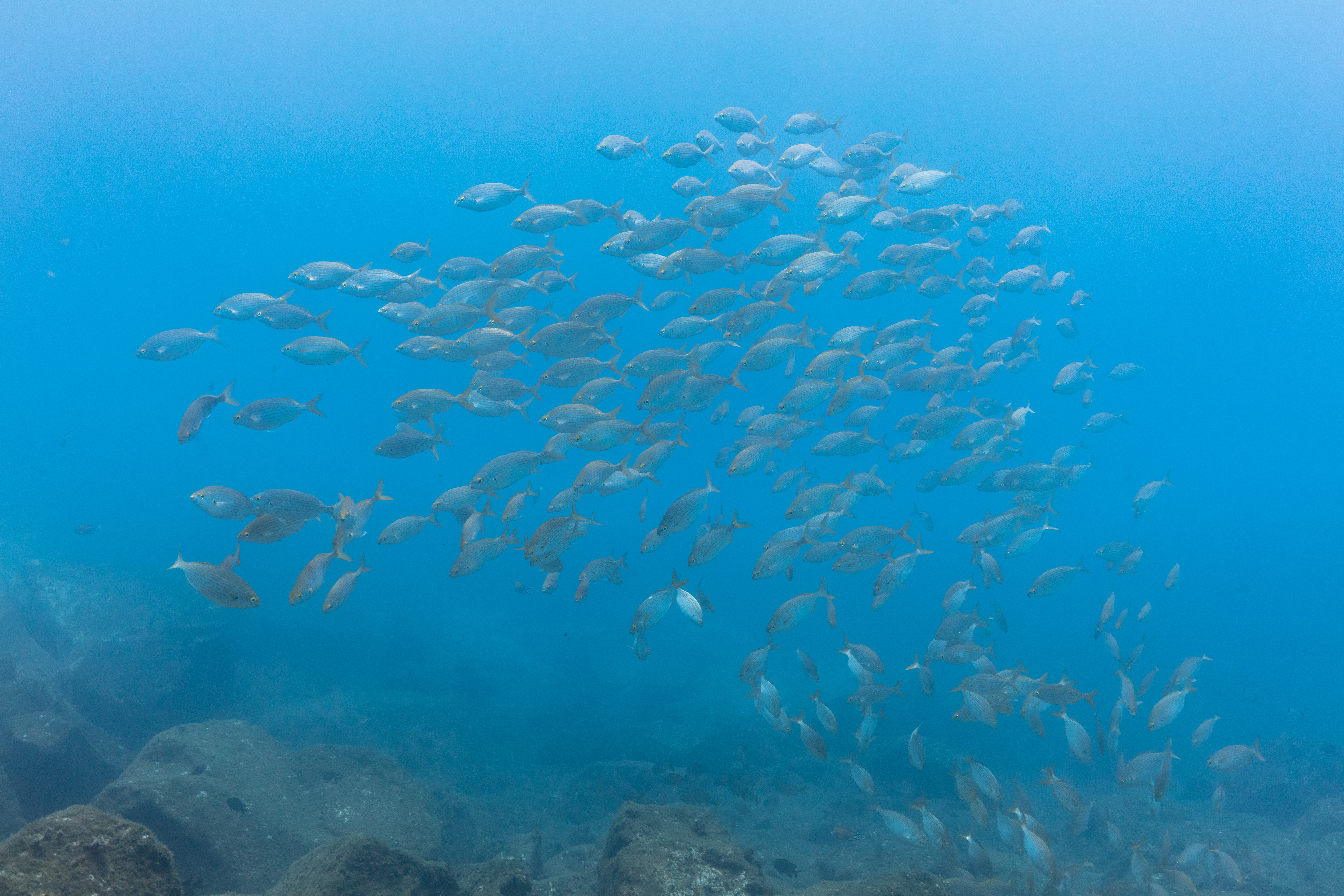
Banco de salemas (Sarpa salpa).
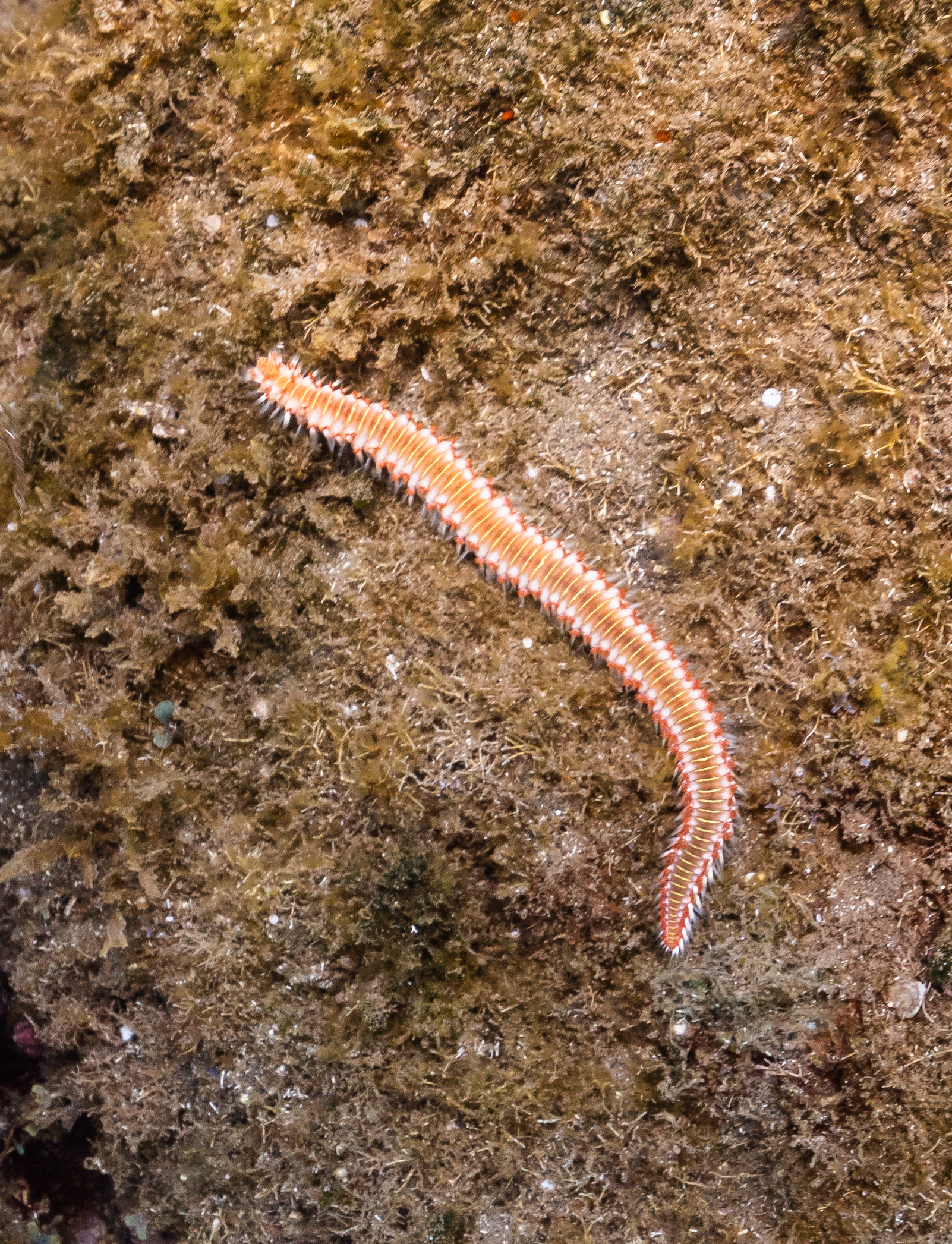
Gusano de fuego (Hermodice carunculata).
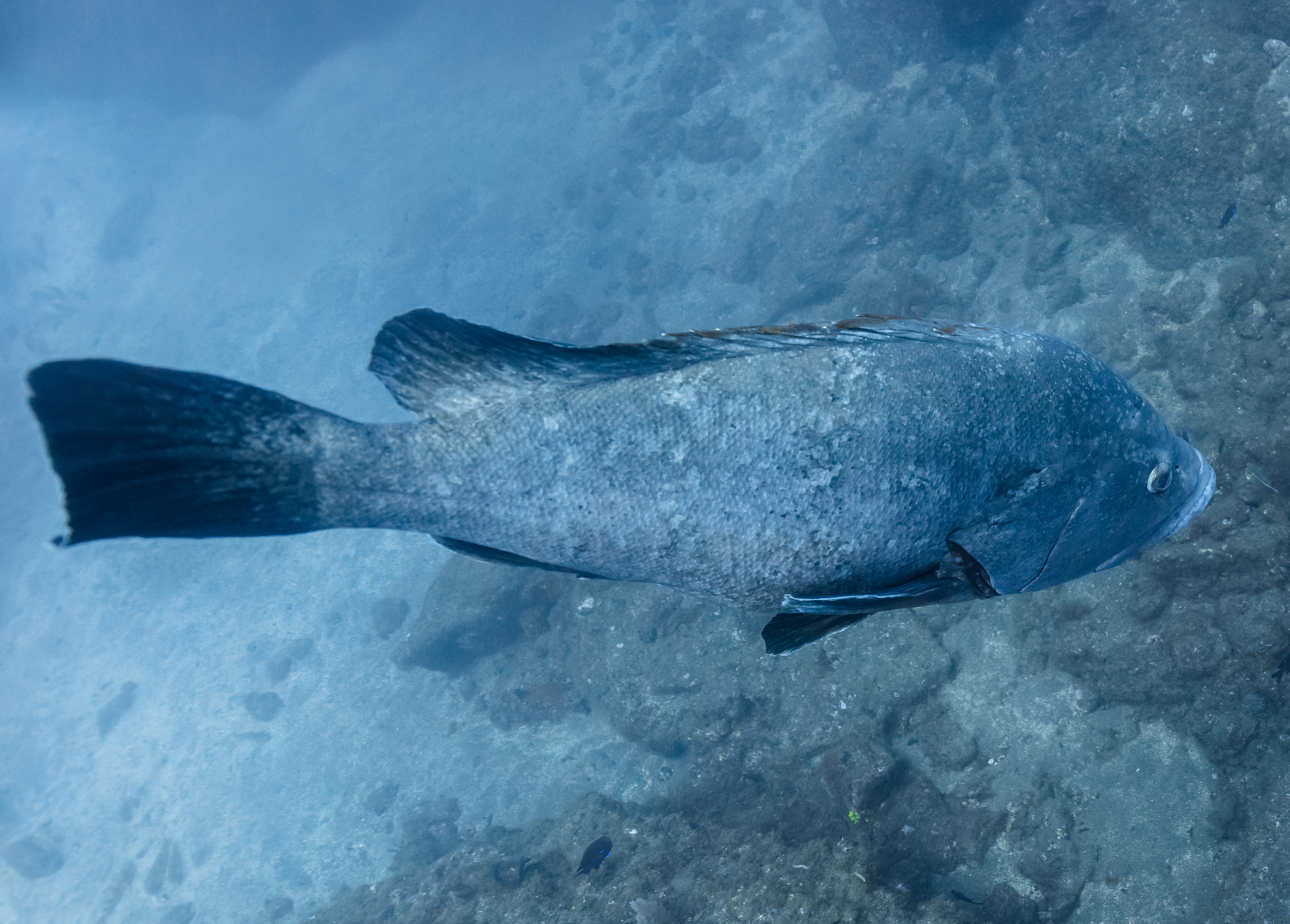
Mero (Epinephelus marginatus).
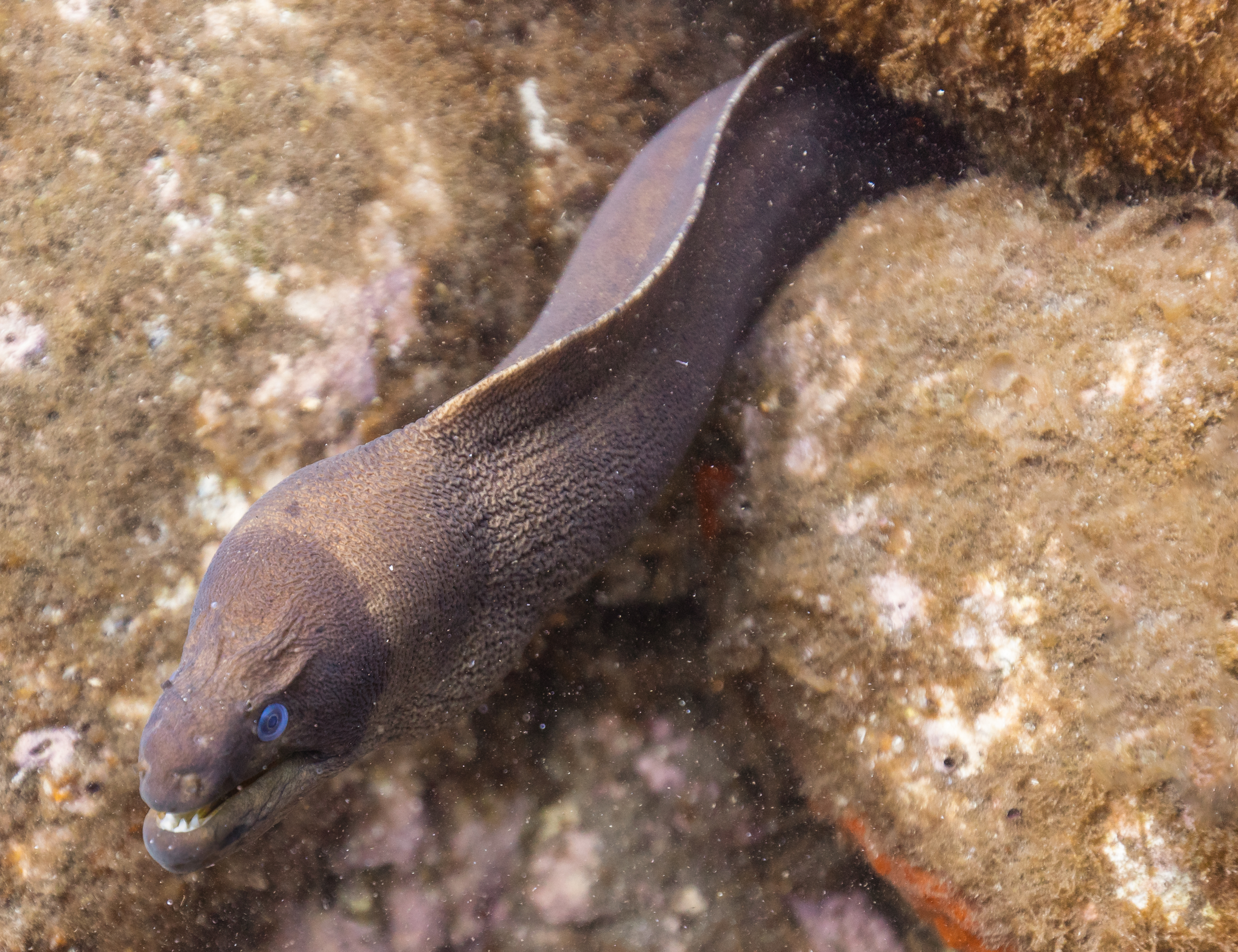
Murión (Gymnothorax unicolor).
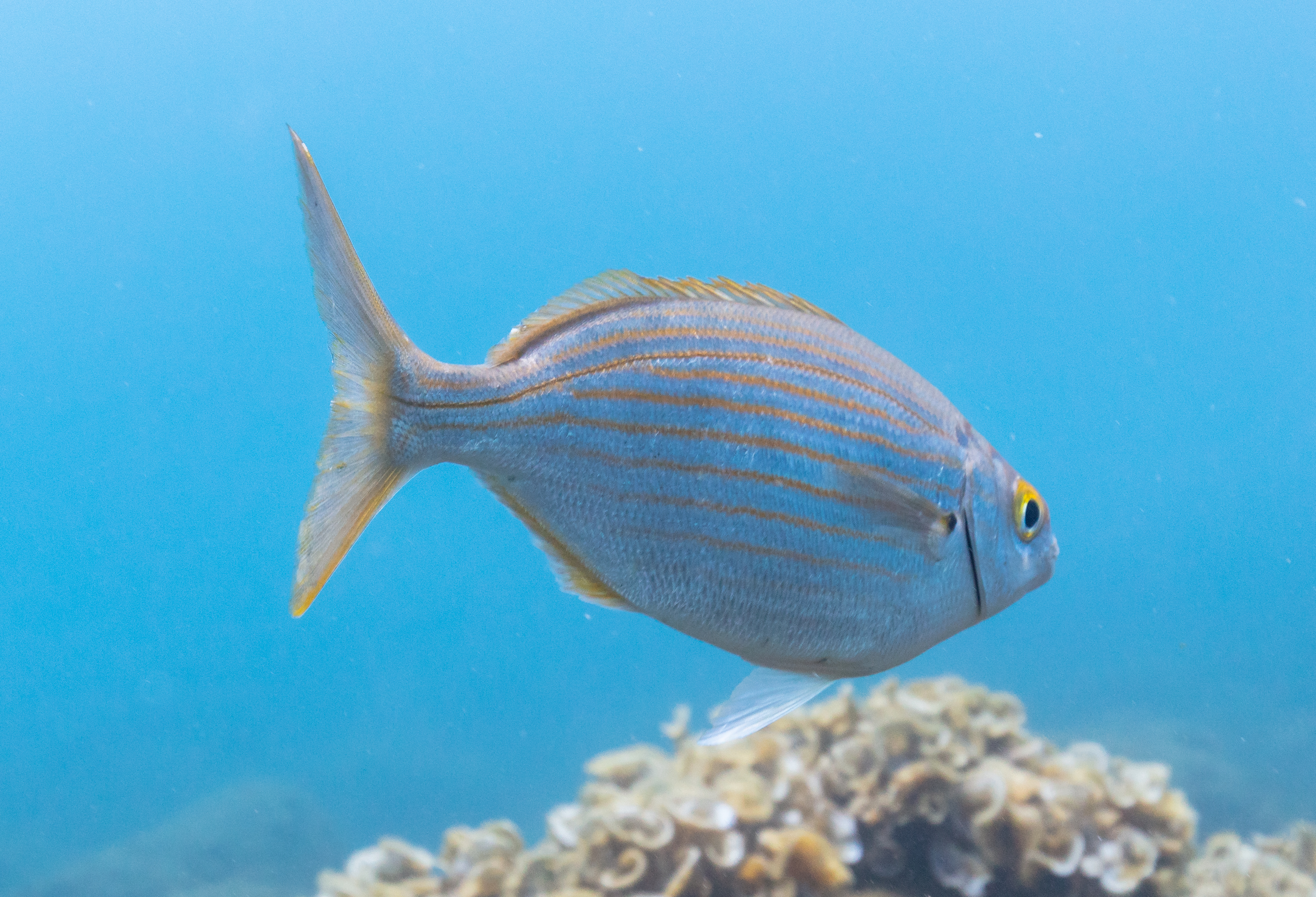
Salema (Sarpa salpa).
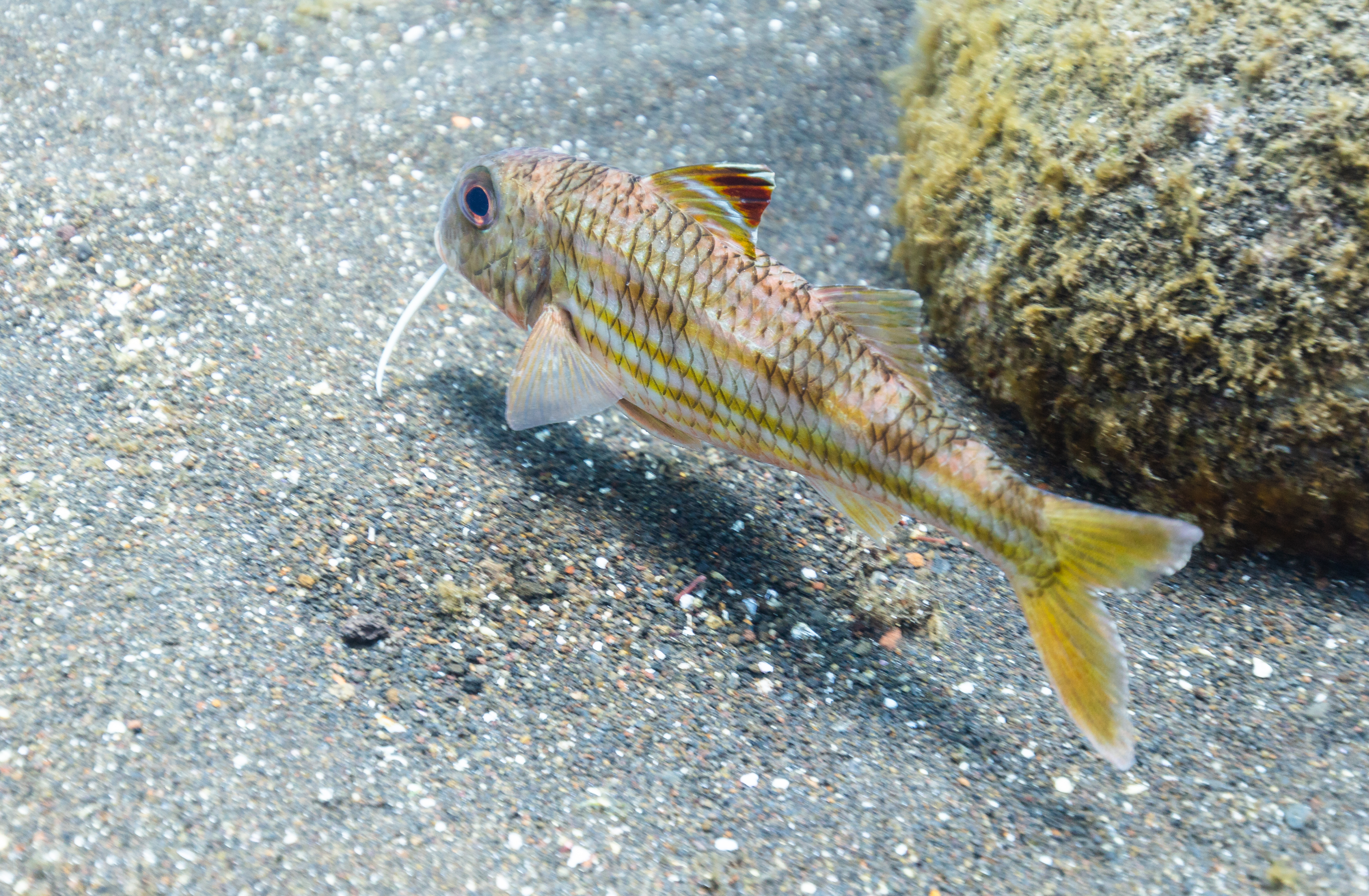
Salmonete de roca (Mullus surmuletus).
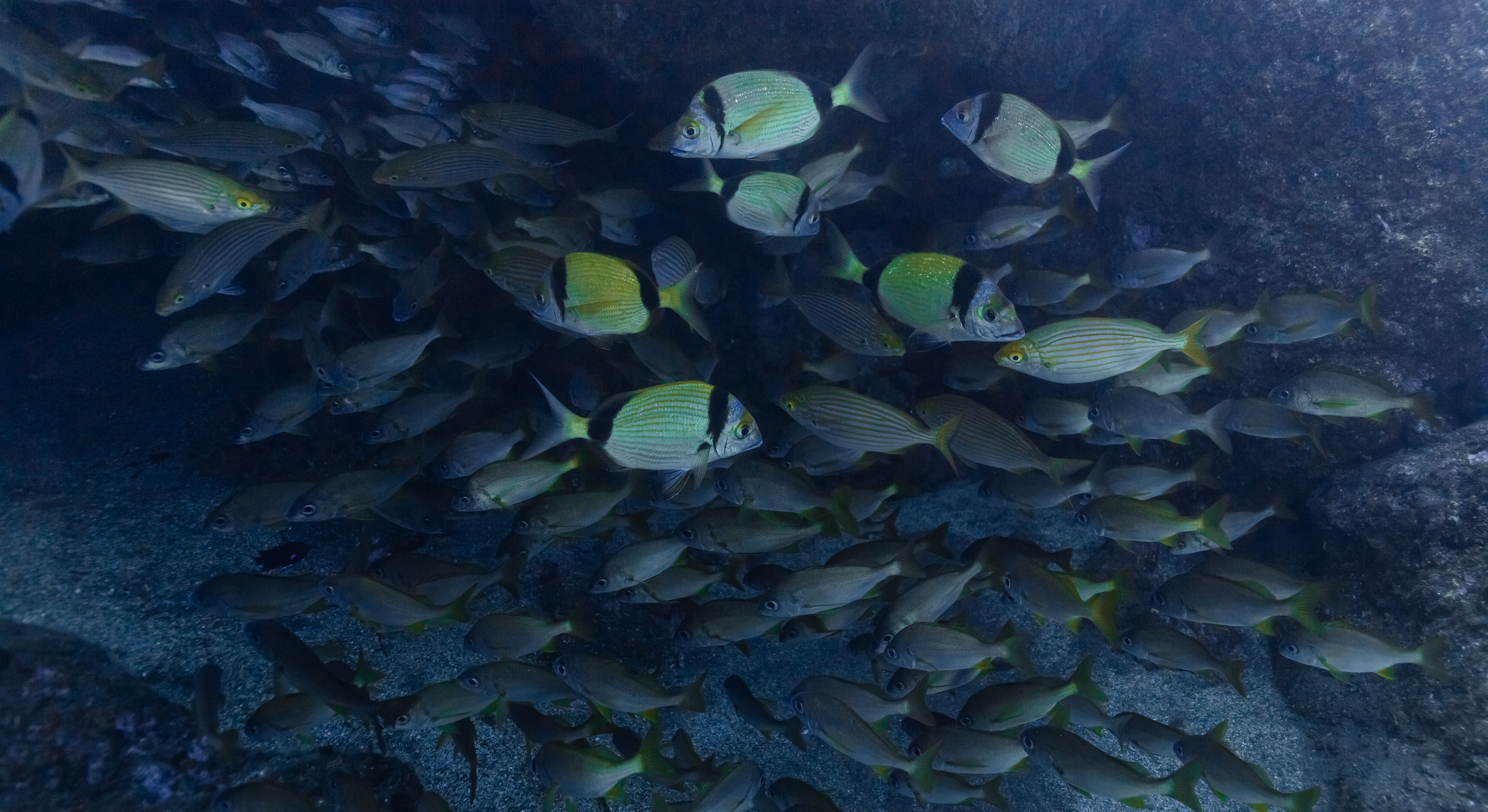
Grupo de mojarras (Diplodus vulgaris).